# Dorothea Catharina van Palts-Birkenfeld-Bischweiler
Dorothea Catharina van Palts-Birkenfeld-Bischweiler (Bischweiler, 3 juli 1634 o.s. - Neunkirchen, 7 december 1715) was een Duitse adellijke vrouw uit het Huis Palts-Birkenfeld-Bischweiler.

## Biografie

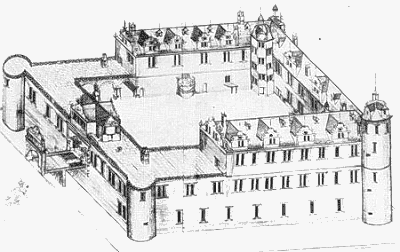
Slot Neunkirchen

Dorothea Catharina was de oudste dochter van paltsgraaf Christiaan I van Palts-Birkenfeld-Bischweiler en Magdalena Catharina van Palts-Zweibrücken, dochter van hertog Johan II van Palts-Zweibrücken en Catherina de Rohan.
Dorothea Catharina huwde te Bischweiler op 6 oktober 1649 met graaf Johan Lodewijk van Nassau-Ottweiler (Saarbrücken 24 mei 1625 - Reichelsheim 9 februari 1690 n.s.).

Uit dit huwelijk werden de volgende kinderen geboren:
1. Christiaan Lodewijk (Ottweiler 21 juli 1650 - 25 juli 1650).
2. Frederik Lodewijk (Ottweiler 3 november 1651 o.s. - Saarbrücken 25 mei 1728), volgde zijn vader op.
3. Anna Catharina (Ottweiler 20 januari 1653 o.s. - Dhaun 15 februari 1731), huwde te Ottweiler in november 1671 met wild- en rijngraaf Johan Filips II van Salm-Dhaun (Dhaun 28 oktober 1645 - Dhaun 26 januari 1693).
4. Walraad (Slot Saarbrücken 7 november 1656 - Ottweiler 15 januari 1705), was officier in het keizerlijke, Staatse en Engelse leger, en gouverneur van Nijmegen.
5. Karel Siegfried (Ottweiler 3 september 1659 - Butzbach 3 februari 1679), was officier in het keizerlijke leger.
6. Lodewijk (Ottweiler 16 februari 1661 - Den Haag 19/29 december 1699), was officier bij de Staatse vloot.
7. Louise (Ottweiler 27 oktober 1662 - Ottweiler 10 oktober 1741).
8. Maurits (Ottweiler 17 september 1664 o.s. - Ottweiler 26 juli 1666 o.s.).

Na de dood van haar man woonde Dorothea Katharina op haar weduwengoed Slot Neunkirchen bij Ottweiler en was ze charitatief actief. Ze ondersteunde de bouw en het onderhoud van een ziekenhuis in Ottweiler met aanzienlijke financiële middelen.